# Roland Perrot
Pour les articles homonymes, voir Perrot.
Roland Perrot, né le 7 juin 1931 à Saint-Rémy-de-Provence et mort le 1er juillet 1993 à Limans, est un militant anarchiste et antimilitariste français.

## Biographie
Roland Perrot est notamment l'auteur du récit R.A.S. sur la guerre d'Algérie, dont Yves Boisset a tiré le film du même nom, et qui lui donnera son surnom : Rémi. Ce roman reprend le récit d'un de ses compagnon lors de sa participation à la guerre d'Algérie.
Il est aussi l'un des fondateurs et le chef du réseau de coopératives agricoles, Coopérative européenne Longo Maï, fondé en 1973. Il avait 10 ans de plus que les autres membres. Il est aujourd'hui une figure mitigée pour son statut et la place qu'il avait au sein de Longo Maï. Il était homosexuel mais ne se définissait pas comme tel.

## Publication
- « Longo Maï, nomades et sédentaires du IIIe millénaire », in Les Nouveaux Espaces politiques (dir. Georges Labica), éditions L'Harmattan, 1995, p. 111-127.